# حاولو على مستور (مسلسل)
حاولو على مستور هو مسلسل كوميدي ثم تصويره باستوديوهات كيلمي ببن سليمان من إنتاج الشركة الوطنية للإذاعة والتلفزة وإخراج عزيز الإدريسي سنة 2012، ثم عرضه لأول مرة على قناة الأولى في نفس سنة إخراجه.

## قصة المسلسل
تدور قصة المسلسل ذاخل منزل السيد مستور الذي كان يعيش رفقة أسرته الصغيرة إلى اليوم الذي طرقت بابه أسرة شقيقه المدعو الراضي القاطن بدولة فرنسا. منذ ذلك اليوم والصراع متواصل بين الأسرتان الصغيرتان خاصة بين كل من رحمة وزوجة مستور السيدة فريدة، نفس الأمر فيما يخص نوفل ورضوان ابن رحمة. حيث تتوالى عليهم المشاكل فتارة يتسبب مستور في مشكلة عدم اكتمال بناء المنزل الجديد الخاص بعائلة الراضي، وتارة أخرى يكون سبب المشكلة هو نوفل العاشق للفن، التمثيل والمسرح لكنه يلقى معارضة شديدة من والده، وفي أحيان أخرى يكون المتسبب في المشكل سليمان البخيل والراغب في جمع مبالغ مالية كبيرة لا غير متناسيا بذلك عائلة شقيقه مستور وما تفعله لأجله.

## الشخصيات الرئيسية
- عبد الصمد مفتاح الخير في دور نوفل (ابن السيد مستور)
- عزيز داداس في دور سليمان (شقيق مستور)
- فاطمة وشاي في دور رحمة (زوجة شقيق مستور، قدمت من فرنسا للسكن عنده في انتظار اكتمال بناء منزلها)
- فضيلة بن موسى في دور فريدة (زوجة السيد مستور)
- عبد الله ديدان في دور مستور (الشخصية الرئيسية في المسلسل)
- عائشة ماه ماه (والدة مستور)

## انطباعات حول الفيلم
حقق الفيلم نجاحا ملحوظا خصوصا وأنه ضم شلة من النجوم المغاربة على رأسهم الممثلة القديرة عائشة ماه ماه، وقد لقي إقبالا كبيرا من المغاربة حيث حقق نسب مشاهدة كبيرة وذلك لسلاسة أحداثه واللغة العامية المستعملة فيه، وتركيز المخرج على جعل المسلسل كوميدي مع تمرير بعض الرسائل القصيرة على غرار ضرورة الحفاظ على علاقة الصداقة وكذلك على علاقة الأخوة بين الشقيقين وما إلى ذلك.